# Order Infanta Henryka
Order Infanta Henryka (port. Ordem do Infante Dom Henrique) – portugalskie odznaczenie państwowe ustanowione w 1960, nadawane za wybitne zasługi dla Portugalii i jej kultury.

## Historia i zasady nadawania
Order został ustanowiony 2 czerwca 1960 dla upamiętnienia 500. rocznicy śmierci Henryka Żeglarza – księcia Viseu. Jest przyznawany Portugalczykom oraz cudzoziemcom, a także instytucjom „za wybitne zasługi dla Portugalii – oddane w kraju lub za granicą – oraz dokonania w zakresie promocji portugalskiej kultury i wiedzy o kraju, jego historii i znaczeniu”. Statut orderu był nieznacznie modyfikowany w 1962 i 1980. Nadającym odznaczenie jest urzędujący prezydent państwa, będący ex officio (z urzędu) Wielkim Mistrzem Orderu i przewodniczącym jego Kapituły. Z wnioskami o przyznanie orderu może także wystąpić do prezydenta Kapituła lub – za jej pośrednictwem – urzędujący ministrowie rządu.
Według oficjalnej klasyfikacji portugalskich odznaczeń państwowych Order Infanta Henryka wraz z Orderem Wolności należy do kategorii „Orderów narodowych” (Ordens Nacionais).

## Podział orderu
Ordem do Infante Dom Henrique dzieli się na sześć klas:
- Wielki Łańcuch (Grande-Colar)
- Krzyż Wielki (Grã-Cruz)
- Wielki Oficer (Grande-Oficial)
- Komandor (Comendador)
- Oficer (Oficial)
- Kawaler lub Dama (Cavaleiro, Dama)

Dodatkową klasę stanowi stopień: „Członek honorowy” (Membro Honorário), który występuje w wypadku przyznania orderu instytucji.
Medal Infanta Henryka
Najniższym stopniem odznaczenia jest dwuklasowy (złoty i srebrny) Medal Infanta Henryka (Medalha do Infante Dom Henrique).

## Wygląd
Odznakę orderu stanowi krzyż pattée z pozłacanego srebra o czterech emaliowanych na czerwono ramionach. Krzyż jest zawieszony na złoconych liściach dębu z żołędziem. Rewers odznaki jest gładki.
Gwiazdę orderu – przynależną do czterech najwyższych stopni odznaczenia – tworzy dziewięć wiązek promieni o różnej długości, pozłacanych w klasach: Wielki Łańcuch, Krzyż Wielki i Wielki Oficer, oraz srebrnych w wypadku Komandorii. Na środku awersu gwiazdy umieszczony jest okrągły, pokryty czarną emalią medalion z czerwonym krzyżem pattée na białym tle. Krzyż jest otoczony złotym napisem: „Talant de biē faire”, który okala ornament złożony ze złotych liści.
Na wstążkach orderu znajdują się trzy równej szerokości, pionowe pasy o barwach (od lewej): granatowy, biały, czarny. Wstążka stopnia oficerskiego odznaczenia jest uzupełniona rozetką oraz klamrą, która zdobi również wstążkę stopnia kawalerskiego orderu. Wstążki orderu przeznaczonego dla kobiet – z wyjątkiem dwóch najwyższych klas – są uformowane w podwójną kokardę i ozdobione rozetką. Kokarda stopnia Damy jest pozbawiona rozetki.